# 雄州街道 (南雄市)
雄州街道，是中华人民共和国广东省南雄市下辖的一个乡镇级行政单位。

## 行政区划
雄州街道下辖以下地区：
八一街社区、新城东社区、建国街社区、民主街社区、胜利街社区、幸福街社区、新城西社区、河南村、郊区村、莲塘村、铺背村、水南村、黎口村、观新村、荆岗村、勋口村、上坪村、下坪村、五洲村和迳口村。